# Yūji Yabu
Yūji Yabu (japanisch 養父 雄仁 Yabu Yūji; * 24. Mai 1984 in der Präfektur Kanagawa) ist ein japanischer Fußballspieler.

## Karriere
Yabu erlernte das Fußballspielen in der Universitätsmannschaft der Kokushikan-Universität. Seinen ersten Vertrag unterschrieb er 2007 bei Kawasaki Frontale. Der Verein spielte in der höchsten Liga des Landes, der J1 League. 2008 und 2009 wurde er mit dem Verein Vizemeister der J1 League. Für den Verein absolvierte er 17 Erstligaspiele. 2010 wechselte er zum Zweitligisten Ventforet Kofu. 2010 wurde er mit dem Verein Vizemeister der J2 League und stieg in die J1 League auf. Für den Verein absolvierte er 41 Ligaspiele. 2012 wechselte er zum Zweitligisten Roasso Kumamoto. Für den Verein absolvierte er 149 Ligaspiele. 2016 wechselte er zum Ligakonkurrenten V-Varen Nagasaki. Für den Verein absolvierte er 27 Ligaspiele. 2018 wechselte er zum Drittligisten Fujieda MYFC. Für den Verein absolvierte er 25 Ligaspiele. Ende 2019 beendete er seine Karriere als Fußballspieler.

## Erfolge
Kawasaki Frontale
- J1 League

Vizemeister: 2008, 2009
- J.League Cup

Finalist: 2007, 2009